# Lotus Flower Bomb
"Lotus Flower Bomb" är en låt av den amerikanska rapparen Wale och den amerikanska sångaren och låtskrivaren Miguel. Låten finns med på Wales album Ambition från 2011. Låten är musikaliskt en hiphop och neo soul-sång och handlar om en flicka som Wale älskar.